# 小行星5999
小行星5999（英語：5999 Plescia）是一颗围绕太阳公转的小行星。1987年4月23日，卡罗琳·舒梅克、尤金·舒梅克在帕洛马山发现了此天体。
这颗小行星的绝对星等为71.47412等。